# Wattpad
Wattpad là một trang truyện cộng đồng trên "Internet" mà trong đó người dùng có thể đưa lên những bài báo, câu chuyện và thơ về mọi thứ bằng phương thức trực tiếp truy cập bằng trang chủ hoặc thông qua ứng dụng của Wattpad. Nội dung bao gồm bài viết của những tác giả chưa xuất bản trên thị trường và cả đã xuất bản. Người dùng còn có thể trả lời (comment) và thích (voted) câu chuyện hay tham gia vào nhóm cộng tác với trang mạng này. Có khoảng phân nửa người dùng đến từ Hoa Kỳ ngoài ra còn có một số đến từ các quốc gia như Canada, Philippines, Australia, và nhiều nữa, trong đó có Việt Nam.

## Lịch sử
Wattpad lần đầu được tạo ra vào năm 2006, là kết quả của sự cộng tác giữa Allen Lau và Ivan Yuen.
Vào tháng 2 năm 2007, Wattpad thông báo tổng cộng có hơn 17,000 eBooks từ Project Gutenberg làm cho chúng khả dụng trên điện thoại của người dùng. Theo thông cáo báo chí của Wattpad vào tháng 6 năm 2009, ứng dụng điện thoại được tải về hơn năm triệu lần. Vào tháng 3 năm 2009, phiên bản dành cho iPhone được phát hành. Sau đó tung ra phiên bản dành cho BlackBerry App World vào tháng Tư, Google Android tháng Sáu trong năm 2009 và Apple iPad vào tháng 4 năm 2010.

## Sử dụng
Vào tháng 4 năm 2014:
- 85% lượng ghé thăm và sử dụng từ thiết bị điện thoại di động [6]
- 25 triệu khách truy cập duy nhất mỗi tháng [6]
- Hơn 1,000 câu truyện được đưa lên mỗi ngày [7]